# قوزلوی افشار (شاهین‌دژ)
قوزلوی افشار روستایی از دهستان صفاخانه، بخش مرکزی، شهرستان شاهین‌دژ، استان آذربایجان غربی در ۲۳ کیلومتری جنوب شرقی شاهین‌دژ قرار دارد.
جمعیت این روستا در سال ۱۳۸۵، برابر با ۱۷۵۷ نفر و ۳۳۶ خانوار بوده‌است.
زبان مردم این روستا کردی سورانی میباشد. مکانهای دیدنی این روستا کوه بیان با ارتفاع ۲۳۲۲ متر و آبشار زیبای ، شور شور، میباشد.
درباره معنی و ریشه اسم این روستا کلمه قوز در زبان ترکی آذربایجانی  به معنای گردو  میباشد و منطقه ای زیبا در این روستا وجود دارد که به کردی به آنجا ،گویزان، به معنای درختان گردو بسیار میباشد و اسم این روستا از این کلمات گرفته شده است.